# Mazaricos
Mazaricos és un municipi de la província de la Corunya a Galícia. Pertany a la Comarca de Xallas. Limita amb els ajuntaments de Santa Comba, Muros, Carnota, Outes, Negreira, Vimianzo, Zas i Dumbría
| 6.036 | 6.769 | 7.183 | 6.757 | 5.639 |
| Fonts: INE i IGE (Els criteris de registre censal variaren i les dades de l'INE i de l'IGE poden no coincidir.) |       |       |       |       |

## Parròquies
| - Alborés (San Mamede) - Antes (San Cosme) - Arcos (Santiago) - Beba (San Xián) - Chacín (Santa Baia) - Coiro (Santa María) | - Colúns (San Salvador) - Corzón (San Cristovo) - As Maroñas (Santa Mariña) - Mazaricos (San Xoán) - San Fins de Eirón (San Fins) - Os Vaos (San Tomé) |

## Personalitats de Mazaricos
- Manuel González González (n. 1951), lingüista.